# Danton (1921)
Danton ist ein deutscher Historien-Stummfilm von Dimitri Buchowetzki mit Emil Jannings in der Titelrolle.

## Handlung
Nach dem Sturz Ludwigs XVI. regiert in Frankreich der Nationalkonvent. Die politischen Führer der Französischen Revolution, Danton, Robespierre und Saint-Just, haben die Macht an sich gerissen und überziehen das Land mit einer blutigen Hinrichtungswelle, deren Symbol die Guillotine wird. Bald aber sind sich die Revolutionäre uneins über das weitere Vorgehen. Zwischen den einstigen Freunden Robespierre, einem Einpeitscher und Scharfmacher, und Danton, der dem Blutvergießen ein Ende bereiten will, entsteht eine bittere Feindschaft. Auch Dantons Frauengeschichten stoßen bei seinem einstigen Weggefährten auf scharfe Ablehnung.
Revolutionäre Freunde versuchen zwischen beiden zu vermitteln und eine Versöhnung zu erreichen, doch die einstigen Weggefährten beginnen immer stärker gegeneinander zu arbeiten, und ein jeder plant mittlerweile den Tod des anderen. Am 31. März 1794 wird Danton mit seinen Freunden verhaftet und vor das Revolutionstribunal gestellt. Robespierre weiß von Dantons großer Popularität und dass das Volk, anders als ihn, Danton verehrt. Mit einem cleveren Schachzug überzeugt er die Bevölkerung, mittlerweile kaum mehr als ein lautstark nach immer mehr Hinrichtungen verlangender Pöbel, und erkauft sich ihre Stimmen, indem er Brot an die Bedürftigen verteilen lässt. Danton versucht gegenzusteuern und rechnet mit einer flammenden Rede vor dem Konvent mit der Revolution und seinen Feinden ab. Schließlich wird auch er wie viele andere guillotiniert.

## Produktionsnotizen
Danton entstand im März 1921 im Jofa-Atelier in Berlin-Johannisthal, passierte am 28. April 1921 die Filmzensur und wurde am 1. Mai 1921 im Ufa-Palast am Zoo uraufgeführt. Der siebenaktige Film besaß eine Länge von 1979 Metern. Die österreichische Erstaufführung fand am 18. November 1921 statt. Dort war der Film etwa 2200 Meter lang. Am 15. Januar 1925 wurde in Deutschland das Prädikat „volksbildend“ nachgereicht.
Die Filmbauten wurden von Hans Dreier entworfen.

## Kritik
In Paimann’s Filmlisten ist zu lesen: „Stoff hochdramatisch, Spiel, Szenerie (hervorragende Massenszenen) und Photos ausgezeichnet. Ein Schlager ersten Ranges.“

„Auch dieser Film heißt Emil Jannings, daneben vielleicht noch wegen einzelner Massenszenen von gewaltiger Wucht Dimitri Buchowetzki, der auch das Manuskript geschaffen hat. Er springt mit dem historischen Danton ziemlich frei um und stellt mehr einen etwas angebröckelten Menschen Danton als den geschichtlichen Helden in den Mittelpunkt. Massig, mit den unterlaufenen Augen des gereizten Stieres und unerhört lässig auf der anderen Seite geht dieser Danton durch den Film. (…) Werner Krauß als Robespierre in Maske und Spiel seines St. Just vom Deutschen Theater. Einprägsam, eine unheimliche Maschine des Fanatismus. Doch mit tragischen Lichtern: so wenn er, der eben Dantons Namen von der Todesliste strich, von diesem beschimpft wird und mit einem gemessenen Abtupfen einer verräterischen Träne das Band zwischen sich und Danton zerschneidet. Als Dantons Freund, General Westermann, Eduard von Winterstein, in meisterhaft geschlossener, leider knapp bemessener Rolle. In der frauenarmen Besetzung fällt Charlotte Ander mit ihrer unendlich zarten Zeichnung der Lucile Desmoulins auf.“

„Dreierlei ist es, was diesem Film seine packende Kraft verleiht. Erstens: die Darstellung. Emil Jannings als Danton überbietet sich selbst. Er lebt diesen Revolutionär. Er zeigt ihn mit seinen allzumenschlichen Schlacken, er zeigt ihn in seiner faszinierenden, heroischen Größe. Er läßt ihn reden, und selbst im lautlosen Filmbild reißt einen die berauschende Musik seiner Sätze hin. Und Werner Krauß ist Robespierre, der Blutmensch und Spießer. Friedrich Kühne, Robert Scholz, Eduard v. Winterstein, Ferdinand v. Alten, Josef Runitsch geben plastische, wundervoll gegeneinander abgetönte Gestalten. (…) Zweitens: die Massenszenen. Die Bewegung der Massen weiß Buchowetzki rhythmisch zu steigern, weiß aus der Vielheit ein Ganzes ohne Monotonie, einen Gesamtwillen zu machen, weiß sie wundervoll als Spiegel des Einzelgeschehens zu verwerten, macht sie zum Reflex der Persönlichkeitswirkung. Drittens: die Architektonik der Bilder. Ein Ergebnis der Anordnung der Menschen im Raum, der Bauten, für deren wirkungsvolle Gestaltung Hans Dreier verantwortlich, und der Beleuchtung, die feinste Abwägung der Kontraste und Übergänge verrät. Einen nicht geringen Anteil an dem .großen Wurf des "Wörner-Film" hat endlich die klassische Photographie Arpád Virághs.“

„In Büchners "Danton" ruft Lucile Desmoulins vor dem Schafott: "Es lebe der König!" Auch in Anatole Frances Revolutionsroman "Les Dieux ont soif" ruft zum Schlusse ein junges Mädchen, die Dirne Athenais: "Vive le roi!" Zwar Vertreterinnen des schwächeren Geschlechts; doch die Tendenz des Ganzen ist nicht zu verkennen. In diesem Filme "Danton" rief keiner "Es lebe der König!" – außer etwa die vier bis fünf offenbar besonders noblen Logenbewohner des Ufapalastes, die einen arroganten Witz des royalistischen Verschwörers Hérault de Séchelles – für hervorragend bejubelnswert hielten. Es ist auch wirklich kein royalistischer Film. Ein revolutionärer natürlich schon gar nicht. Die Gesinnung dieses Filmes ist sehr brav. Man könnte sagen, dieser Film ist nicht für Robespierre und nicht für Hérault de Séchelles, sondern für Ebert und Simons. "Wann wird die Revolution endlich aufhören, und die Republik beginnen?" ruft etwas emphatisch ein Titel. Ebert könnte das in einem Momente väterlichen Zornes auch nicht anders ausdrücken. (…) Schließlich ist es doch ein guter Film, ein wirklich sehr guter Film. Ein bißchen länglich, ja; aber er wird ausgezeichnet gespielt, da verzeiht man Manches. Und da er historisch vermutlich ziemlich getreu sein dürfte (zu Filmkritiken wälzt man keine "Geschichte der französischen Revolution"), so mußte ich mit mancherlei Wehmut an meine tödlichen Geschichtsstunden im Gymnasium denken, in denen ich nicht, aber um keinen Preis, Danton von Mirabeau unterscheiden konnte, und Robespierre von Saint Just, und Baboeuf von Desmoulins.“